# Vilaine
La Vilaine /viˈlɛn/ (Bretone: Gwilen) è un fiume della Bretagna, nel nord ovest della Francia. Nasce nel dipartimento di Mayenne della regione dei Paesi della Loira e sfocia nell'Oceano Atlantico tra i comuni di Muzillac e Pénestin (Tréhiguier), nel dipartimento di Morbihan in Bretagna dopo un percorso di 225 km. Il fiume è collegato al Rance (fiume che nasce in Bretagna e dopo 102 km sfocia nella Manica, tra Dinard e Saint-Malo) attraverso il canale Ille-Rance Canal nella località di Évran.
Tre dighe sono state costruite nei dintorni di Vitré (Ille-et-Vilaine) per evitare le inondazioni e per avere a disposizione acqua potabile e specchi d'acqua per lo svago, rispettivamente:
- nel 1978 la diga di Valière
- nel 1982 la diga di Haute-Vilaine
- nel 1995 la diga di Villaumur

Il fiume ha una portata d'acqua tra i 2 ed i 1500 m³/s.
La Vilaine fa parte del sistema di canali della Bretagna. Il tratto fra Rennes e L'oceano Atlantico è navigabile per piccole imbarcazioni. Subito dopo Rennes, all'altezza del comune di Evran, si ha il collegamento col canale Ille-Rance Canal, che a Redon è attraversato dal canale che collega Nantes a Brest (quest'ultimo canale è interrotto da circa 80 anni ed è navigabile solo in un breve tratto).

## Dipartimenti e comuni attraversati
La Vilaine attraversa cinquantasette comuni e quattro dipartimenti:
Mayenne (53)
Juvigné, La Croixille, Bourgon
Ille-et-Vilaine (35)
La Chapelle-Erbrée, Vitré, Pocé-les-Bois, Saint-Aubin-des-Landes (les Lacs), Saint-Jean-sur-Vilaine, Saint-Didier, Châteaubourg, Servon-sur-Vilaine, Brécé, Acigné, Noyal-sur-Vilaine, Cesson-Sévigné, Rennes, Chavagne, Bruz, Pont-Réan (le Boël), Guichen (Halte-de-Laillé, la Bouëxière), Bourg-des-Comptes, Pléchâtel, Saint-Malo-de-Phily, Messac, Guipry (le Port de Guipry), Sainte-Anne-sur-Vilaine (Port de Roche), La Chapelle-de-Brain, Sainte-Marie (la Groussinais, les Essarts), Redon;
Loira Atlantica (44)
Guémené-Penfao (Beslé), Massérac, Avessac (Painfaut), Saint-Nicolas-de-Redon, Fégréac;
Morbihan (56)
Rieux, Théhillac, Saint-Dolay (pont de Cran), Béganne (Pellouan, Bringin, Trévineuc, Foleux), Péaule (le Château), Nivillac (Cassan, la Ville Danet), Marzan (Penhap), La Roche-Bernard, Férel (la Grée, Drézet, Trémorel, le Gastre), Arzal (sede della diga che evita la risalita delle acque delle maree e le inondazioni in Bassa-Vilaine), Camoël (Ville Roche, la Grée, le Moustoir), Pénestin (Tréhudal, Tréhiguier).

## Immagini della Vilaine

La Vilaine a La Roche-Bernard
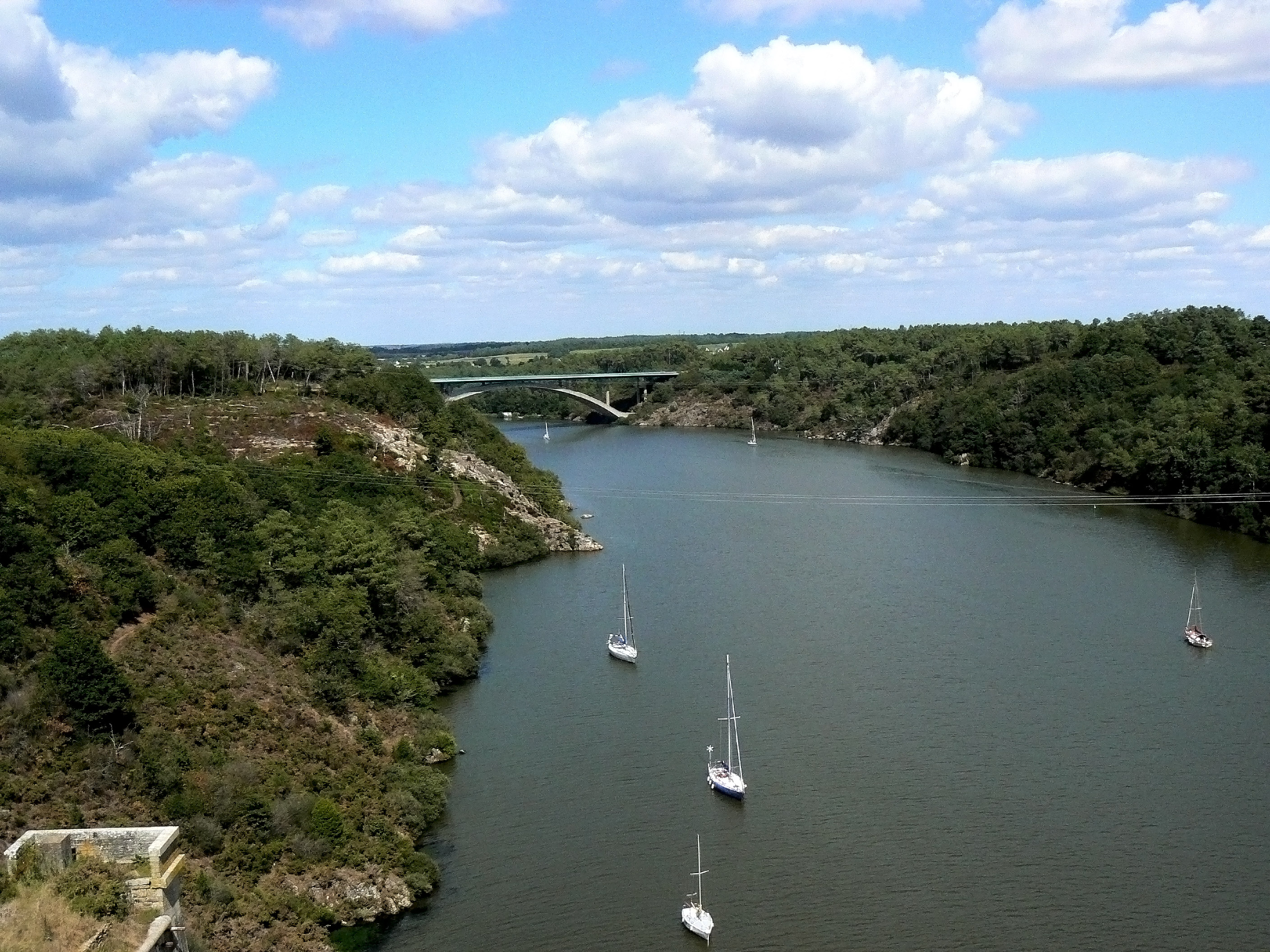
La Vilaine e il ponte del Morbihan, dal Ponte de La Roche-Bernard
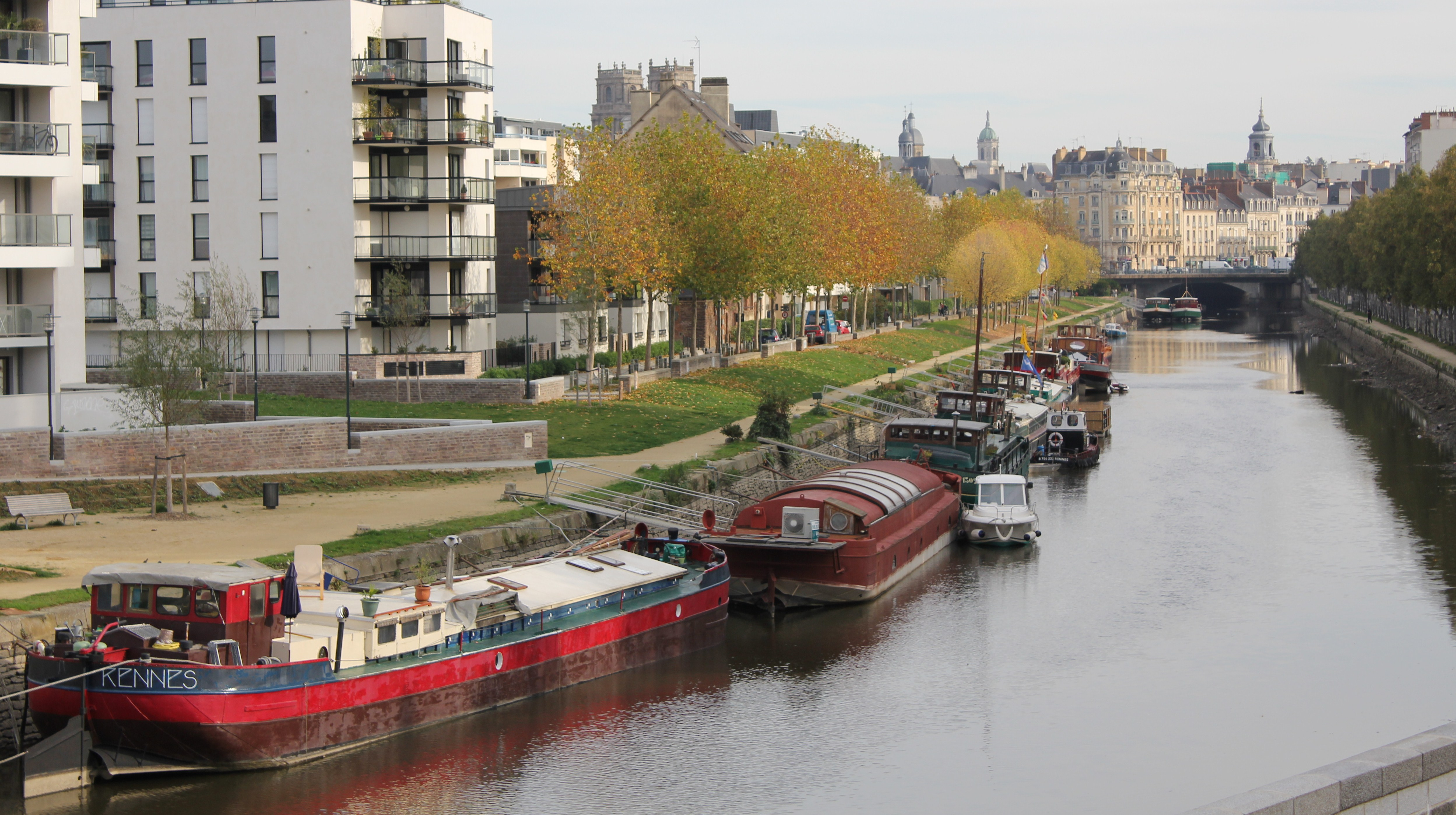
La Vilaine a Rennes